# Głęboczek (jezioro w powiecie gnieźnieńskim)
Głęboczek – jezioro w Polsce, w województwie wielkopolskim, w powiecie gnieźnieńskim, w gminie Gniezno, na terenie Pojezierza Gnieźnieńskiego. Północny brzeg jeziora stanowi granicę gminy Gniezno z gminą Mieleszyn. Brzegi jeziora są całkowicie zalesione. Obecnie należy do Koła nr 11 Polania Gniezno Polskiego Związku Wędkarskiego. Przez akwen przepływa rzeka Mielneńska Struga, dopływ Wełny.

## Dane morfometryczne
Jezioro zajmuje powierzchnię 13,7 hektarów. Położone jest na wysokości 95 metrów. Maksymalna głębokość to 9 metrów.